# Anthaxia lyciae
Anthaxia lyciae es una especie de escarabajo del género Anthaxia, familia Buprestidae. Fue descrita científicamente por Magnani en 1996.